# Eriotheca crassa
Eriotheca crassa là một loài thực vật có hoa trong họ Cẩm quỳ. Loài này được (Uittien) A.Robyns mô tả khoa học đầu tiên năm 1963.